# Gastão de Brito
Gastão de Brito (Porto Alegre, 5 de abril de 1893 — abril de 1952) foi um político brasileiro. Exerceu o mandato de deputado classista constituinte em 1934.

## Biografia
Filho de Sebastião de Brito e de irmã Luísa de Brito, cursou o primeiro e segundo grau no Ginásio Anchieta, em Porto Alegre, e dedicou à vida profissional à indústria de fabricação de papel. Foi casado com Ester de Brito.
Começou a vida política na Convenção dos Sindicatos Patronais do Brasil, em julho de 1933, quando foi eleito representante dos empregadores da indústria à Assembleia Nacional Constituinte. Também, em 1934, foi eleito terceiro vice-presidente da Confederação Industrial do Brasil (CIB) e deputado classista para o mandato que se iniciaria em maio de 1935 e foi interrompido em Novembro de 1937 com o início do Estado Novo.

Posteriormente fez parte do conselho fiscal da Confederação Nacional da Indústria (CNI), entre agosto de 1938 a novembro de 1952. Além disso, atuou como presidente do Centro de Industriais do Rio Grande do Sul, no Sindicado de Navegação Fluvial do mesmo estado e diretor da Companhia de Navegação Pedras Brancas. 